# Marek Gołębiewski
Marek Gołębiewski (Piaseczno, Voivodato de Mazovia, 18 de mayo de 1980) es un exfutbolista y entrenador polaco de fútbol. 

## Comienzo
Gołębiewski comenzó su carrera en el club KS Piaseczno en 1997. Después jugó en el Gwardia de Varsovia, Świt Nowy Dwór Mazowiecki, Radomiak Radom, Ruch Wysokie Mazowieckie, Drwęca Nowe Miasto Lubawskie, Sokół Sokółka, Pilica Białobrzegi y varios clubes griegos. Terminó su carrera en 2017 jugando en el Sparta Jazgarzew. En la Ekstraklasa jugó seis partidos con el Świt, marcando un gol en la temporada 2003-2004 en la derrota por 1-3 contra la Legia de Varsovia.
El 6 de agosto de 2020, se convirtió en entrenador del Skra Częstochowa de tercera división. Hizo su debut en el partido de la Copa de Polonia contra Stal Stalowa Wola, que Skra perdió 1-3.
Asumió el cargo de entrenador del Legia Varsovia el 26 de octubre de 2021, tras la destitución de Czesław Michniewicz. En este momento, el Legia ocupaba el decimoquinto lugar en la Ekstraklasa y estaba en primer lugar en la fase de grupos de la UEFA Europa League. Su primer partido oficial fue un partido de la Copa de Polonia contra Świt Szczecin, con el Legia ganando 1-0. El 31 de octubre de 2021, Legia perdió 0-2 ante Pogoń Szczecin en el primer partido de Gołębiewski en Ekstraklasa como entrenador. En su debut en la UEFA Europa League, el Legia fue aplastado por el Napoli el 4 de noviembre de 2021 con una derrota en casa por 1-4. No obstante, los malos resultados en liga y la eliminación del Legia en Europa League motivó su renuncia el 12 de diciembre de 2021.
El 9 de junio de 2022, fue anunciado como el nuevo entrenador del equipo de la I liga Chrobry Głogów. El 7 de agosto de 2023, tras tres derrotas en las tres primeras jornadas de la temporada 2023–24, Gołębiewski fue relevado de sus funciones.